# Nigella papillosa subsp. atlantica
Nigella papillosa subsp. atlantica é uma subespécie de planta com flor pertencente à família Ranunculaceae. 
A autoridade científica da subespécie é (Murb.) Amich ex G. López, tendo sido publicada em Anales del Jardín Botánico de Madrid 41: 468. 1984 (1985).

## Portugal
Trata-se de uma subespécie presente no território português, nomeadamente em Portugal Continental e no Arquipélago dos Açores.
Em termos de naturalidade é nativa de Portugal Continental e introduzida no Arquipélago dos Açores.

## Protecção
Não se encontra protegida por legislação portuguesa ou da Comunidade Europeia.